# Snäcke kanal
Snäcke kanal är en sidokanal till Dalslands kanal och är en förbindelse mellan huvudleden och sjöarna Ånimmen och Ärr. Snäcke kanal har två slussar och runt 300 meter grävd kanal. Den medger en segelled på 18 kilometer. Stighöjden för de två slussarna är 4,2 m.
Kanalen ägs och drivs av Dalslands kanal AB.

## Historik
Snäcke kanal anlades 1872–1874 för främst transporter till och från bruksorten Fengersfors. Redan under 1700-talet diskuterades en kanal till Ärr, ett jämfört med andra kanalprojekt i regionen förhållandevis enkelt genomförbart. Samtidigt diskuterades det större projektet Dalslands kanal till Stora Le. Staten ville inte finansiera någondera före beslutet om Dalslands kanal 1863. År 1841 byggdes därför på brukens bekostnad en liten sluss mellan Ånimmen och Ärr, och en hästbana vid Snäcke. Åren 1872–1874 byggdes två nya slussar för att förbinds Ärr med Vänern. Kanalen ska under 1900-talet bland annat ha använts för utskeppning av kvartsit från brott drivna av Forshammars bergverk.